# Ламанский, Владимир Владимирович
Влади́мир Влади́мирович Лама́нский (14 (27 - н.ст.) июля 1874, Санкт-Петербург — 1943, Шанхай) — русский геолог, географ и педагог.

## Биография
Сын историка-слависта В. И. Ламанского.
В 1896 году, после окончания обучения на естественном отделении физико-математического факультета Санкт-Петербургского университета был оставлен при кафедре геологии, а через два года, в 1898 году, был назначен сверхштатным хранителем геологического кабинета того же университета.
Ещё будучи студентом, совершил поездку на Алтай, побывал в Эстляндской, Петербургской, Тверской и Псковской губерниях, а также в районе Общего Сырта.
Обучаясь в университете, был библиотекарем Русского географического общества, а также выполнял заказные работы от различных ведомств. Так, в 1899 году вместе с В. П. Семеновым составил для Всемирной выставки в Париже (1900) серию карт по физической географии и этнографии Сибири и Туркестана. Карты были удостоены золотой медали (выставлены в Сибирском отделе выставки).
Принимал деятельное участие в большой статистико-географической работе Министерства торговли — «Торговля и промышленность Европейской России по районам».
В 1902 году выдержал магистерский экзамен и был командирован министерством финансов за границу. Занимался в Вене у профессора А. Пенка (география), у Ю. Ханна (метеорология и климатология), у Гартля (геодезия и картография).
Осенью 1902 года был приглашен во вновь открывшийся в Петербурге политехнический институт доцентом по кафедре географии, читал курс физической географии и общего земледелия (1902—1906).
В 1906 году защитил магистерскую диссертацию, в 1906—1909 году служил коммерческим агентом КВЖД и участвовал в большой военной экспедиции по Хингану, Монголии и Уссурийскому краю.
В апреле 1909 года стал временным заместителем финансового агента при Императорской российской миссии в Китае. В 1910—1911 годах сменил много должностей — был начальником экономических изысканий по шлюзованию Тобола и Туры, делопроизводителем.
В 1916-1917 годах работал в качестве приват-доцента Петроградского университета.
Совместно с А. В. Нечаевым перевёл и снабдил дополнениями по геологии России «Историю земли» Неймайра, а также напечатал несколько мелких статей и заметок в «Протоколах Санкт-Петербургского общества естествоиспытателей», «Известиях Императорского русского географического общества», «Живой старине», «Ежегоднике по геологии и минералогии России» и в «Энциклопедическом Словаре» Брокгауза и Ефрона.
В 1917 году переехал в Пермь, возглавил совет Пермского научно-промышленного музея.
Член Пермской ученой архивной комиссии (с 10 декабря 1917 года). В январе 1918 года В. В. Ламанский выступил с планом реорганизации культурных учреждений г. Перми, согласно которому книжные фонды города предлагалось сосредоточить в одном месте: в «областной научной библиотеке», а научные кадры объединить в «Пермскую научную ассоциацию по изучению местного края». Эта инициатива нашла поддержку со стороны руководства Пермской ученой архивной комиссии.
В апреле 1918 году избран исполняющим должность профессора по кафедре географии и этнографии физико-математического факультета Пермского университета, заведовал географическим кабинетом университета, был членом комиссии по изданию трудов ПГУ, секретарем физико-математического факультета. Его научная деятельность сосредоточилась на научных проблемах на кафедре географии и этнографии.
К 1918 г. им было опубликовано более 25 работ, в которых отражены его научные интересы как специалиста в области антропогеографии и этнографии, физгеографии, коммерческой и экономической географии.
С приходом белых между В. В. Ламанским и новым руководством ученой архивной комиссии и совета музея возникли споры относительно централизации библиотек, которые вылились в оживленную дискуссию на страницах газеты «Свободная Пермь» (№ 45, 47, 50, 51, 57 за 1919 г.). Один из результатов этой дискуссии — работа «К вопросу о провинциальных научных учреждениях, библиотеках и музеях» (Пермь, 1918), в которой был изложен план реорганизации культурных учреждений Перми.
В декабре 1919 года, получив командировку за свой счет на Дальний Восток, выехал из Перми, эмигрировал и обосновался в г. Харбине (Китай), где работал профессором Харбинского юридического факультета, преподавал русский язык в старших классах «русской» школы. В 1920—1930 годах работал на КВЖД. В 1931 г. переехал в Шанхай, где преподавал географию и русский язык во Французской муниципальной школе «Реми».
Умер в Шанхае в 1943 году.

## Избранные работы
- Исследования в области Балтийско-Ладожского глинта летом 1900 г. // Известия Геологического комитета, т. ХХ, 1901.
- Известия Геологического комитета, т. XX, 1901).
- Древнейшие слои силурийских отложений России («Труды Геологического комитета», новая серия, вып. 20, СПб., 1905, магистерская диссертация).
- Опыт народного почвенного словаря (?)
- К вопросу о провинциальных научных учреждениях, библиотеках и музеях" (Пермь, 1918)